# جون مان (لاعب كرة الماء)
جون مان (بالإنجليزية: John Mann)‏ هو لاعب كرة الماء أمريكي، ولد في 27 يونيو 1985 في بيفرلي هيلز في الولايات المتحدة.

## روابط خارجية
- جون مان على موقع الاتحاد الدولي للسباحة (الإنجليزية)
- جون مان على موقع اللجنة الأولمبية الدولية (الإنجليزية)
- جون مان على موقع أوليمبيديا (الإنجليزية)
- جون مان على موقع اللجنة الأولمبية والبارالمبية الأمريكية (الإنجليزية)